# ドラゴンボールZ 神と神
『ドラゴンボールZ 神と神』（ドラゴンボールゼット かみとかみ、Dragon Ball Z：Battle of Gods）は、2013年3月30日に公開された『ドラゴンボール』シリーズの劇場公開作品第18弾（『ドラゴンボールZ』としては第14弾）。
キャッチコピーは「最強、始動。」「最強、激突。」「フリーザ、セル、魔人ブウ。すべてを超越する存在がいた。」「今、闘いの歴史が変わる――。」。

## 概要
前作『ドラゴンボール 最強への道』より17年ぶり、『ドラゴンボールZ』としては『ドラゴンボールZ 龍拳爆発!!悟空がやらねば誰がやる』以来18年ぶりの劇場作品であり、併映無しの単独上映としては初の劇場作品となる。
物語は、原作の「魔人ブウ編」終結〜エピローグとなる10年後までの間の時期（原作の第517話と第518話、『ドラゴンボールZ』の第288話と第289話、『ドラゴンボール改』の第157話と第158話の間）に位置し、孫悟空が魔人ブウを倒してから約4年後にあたるエイジ778のある日に起こったエピソードが描かれる。

## 企画・製作
この当時、元々『ドラゴンボール』シリーズの新作アニメの制作予定は無かったが、テレビシリーズ『ドラゴンボール改』の制作に尽力した、当時東映アニメーション取締役副会長（現・代表取締役会長）の森下孝三が体調不良を訴え入院することになり、当時集英社取締役でドラゴンボールシリーズに長年深く関わっていた鳥嶋和彦に「僕が万が一退院したら、『ドラゴンボール』の新作を作るのに同意してもらえますか?」と尋ね、森下が退院できると思っていなかった鳥嶋はこれに応じ、後に森下が退院したことで本企画がスタートした。
原作者の鳥山明が初めてアニメシリーズに脚本の段階から深く関わった劇場公開作品。鳥山がコミックの原作と違わぬほど書き込んだ台詞入りプロットの中から90%以上のストーリーと台詞が採用されている。
破壊神ビルスら映画オリジナルキャラクターのほか、メインキャラクターたちの服装も鳥山が新たにデザイン。本作のキーワードである「破壊神」と「超（スーパー）サイヤ人ゴッド」は脚本家の渡辺雄介からの発案で、それを聞いた鳥山も「これ以上ない。という所まで強くなってしまった悟空たちのピンチを表現するにはとても良いアイデア」とそのまま残しつつも、暗いシリアスな物語と世界観だったため「東日本大震災以降、悲惨な話じゃなくて、友情や仲間、コメディを盛り込んだ明るいポジティブな内容にしたい」と修正を要請。当初は見本を示すだけのつもりが手が止まらず、初期プロットのクリリンと18号の結婚式をブルマの誕生パーティーに変更したりと、結果的にキャラクター設定や台詞、脚本に大幅に鳥山の手が入り、「もしも連載に続きがあったら…」を想定したオリジナルストーリーがつくられた。このことについて鳥山は公開後「脚本家の方には、大変失礼なことをしてしまった」と反省の弁を述べているが、脚本家の渡辺は「これが『ドラゴンボール』だなと。俺は何やってたんだろうと（笑）」と快く改訂を受けた。本作のサブタイトルは鳥山が決めたものであり、由来は単純に神同士が対決するから。魔人ブウ編の後の物語にしたことについては「悟空たちが一番強い時期であることと、原作最終話の後だと悟空はウーブを連れて、どこかに行ってしまい、ブルマやクリリンをかなり老けさせてしまったため」と答えている。
監督の細田雅弘は「震災後、子どもたちにドラゴンボールで元気な笑顔を取り戻してほしいというのがあってスタートした形だった」と語っており、劇場版アニメ制作へ本格的に初めて参加したことについて鳥山は、ハリウッドでの実写版が、ドラゴンボールとはとても言い難い出来だったことから、今回「原作者としての意地を見せたかった部分もある」と語っている。それに加え、「破壊神」や「超サイヤ人ゴッド」という世界観に関わることや、ベジータの（キャラクターの）崩壊ぶり、そして悟空が勝利できなかったことなどは、原作者でなければ触れにくいエピソードであったことも理由に挙げており、特にラストで悟空が勝てないというのは、「これまでのセオリーからいっても、ちょっと危険な賭けでしたが、そうすることで最強という噂の破壊神ビルスの威厳も保ち、悟空にとっても、まだまだ目標とすべき未来があることで『ドラゴンボール』は終わらない、というメッセージを含めています」「破壊神ビルスというキャラクターに敬意を表したものです。勝てないことで悟空やサイヤ人たちの更なる未来を予感させるような展開にしたかったのです」と語っている。シナリオは膨大な量になり、ピンチになった悟空をみんなで助けにいくなど、脇役キャラクターたちの様々な活躍がもっと盛り込まれていたが、子供を飽きさせない上映時間に配慮してカットすることになった。アクションシーンはCGで表現されているが、あえてキャラクターは作画で描き直している。また鳥山明の「震災のことを踏まえて街中のパニックや破壊のシーンはやめてほしい」という意向に沿って、CGを使用しての見せ場が用意された。
ゲスト声優として、タレントの中川翔子が預言魚役、柔道家の松本薫が白バイ警察官役として出演している。
2015年4月18日に、本作の物語の続編となる『ドラゴンボールZ 復活の「F」』が公開された。
また、2015年から放送開始されたテレビアニメシリーズ『ドラゴンボール超』においては、本作を原作とした「破壊神ビルス編」として、テレビシリーズ複数話分にリメイク・再構成している。

## あらすじ
全宇宙の運命を賭けた魔人ブウとの壮絶な戦いから4年後。平和な地球に再び危機が訪れようとしていた。創造神である界王神と対を成す全宇宙のバランスを保つ存在、破壊神ビルスが長い眠りから目覚めた。その目的は、破壊神である自身に比肩しうる力を持つ可能性を秘めた「超サイヤ人ゴッド」なる存在が、39年後に現れるという予言を信じてのことだった。
付き人であるウイスから、フリーザを倒したというサイヤ人の話を聞き、界王星に修行に来ていた孫悟空の前に現われる。「強さの次元が違う」という未知の存在を目の前にワクワクする悟空は、界王の忠告を聞かずにビルスに闘いを挑むが、その圧倒的な実力差を前に手も足も出ずに敗北を喫する。
さらなる破壊と伝説の戦士“超サイヤ人ゴッド”を求めて、ブルマの誕生日パーティーが開催中の孫悟飯やベジータらサイヤ人がいる地球へと向かったビルス。界王からの忠告で幼い頃の記憶が甦ったことと、パーティーに現れたビルスとウイスを目の当たりにし、破壊神の次元の違う危険性を察するベジータは、家族と地球のため、穏便に帰らせようとダンスまで踊って奮闘する。その甲斐あって大事なく済むと思われたが、そのベジータの安堵の隙にブウとビルスがプリンを巡ってケンカになってしまう。
機嫌を損ね暴れだすビルスを抑えようとするピッコロ、天津飯、18号だったが戦闘にすらならない。悟飯は老界王神の潜在能力解放状態で、悟天とトランクスは超ゴテンクスで挑むが、彼らの力ですらビルスの前には無力だった。ベジータも参戦するが彼もまたどうすることもできない。誰も手出しできない状況に、パーティーを乱されたと怒るブルマが割って入りビルスに平手打ちを食らわせる。それに対して反射的にビルスはブルマを払い退けた。それを見ていたベジータは激昂。悟空すら凌ぐほどの猛攻を見せるが、それすらビルスには効かなかった。“超サイヤ人ゴッド”にも会えないならと、ビルスが地球ごと破壊しようした時、悟空が遅れて駆け付け、“超サイヤ人ゴッド”の詳細を知る方法があるから、破壊はそれまで待つようビルスに提案する。
ドラゴンボールを使って神龍を呼び出し、「超サイヤ人ゴッド」の伝説を聞くと、それはかつて、粗暴なサイヤ人の中に、ごく一部いた正しい心を持ったサイヤ人の中から現れた伝説の戦士で「正しい心を持った5人のサイヤ人の、正しい心の光を1人に注ぐ」という覚醒条件も知ることができた。1人に5人の正しい心の光を注ぐ、つまりは正しい心を持ったサイヤ人が6人必要だが、地球には5人のサイヤ人しかいなかった。だが、ビーデルがその身に悟飯の子を宿していることが判明。それを聞き歓喜する仲間たち。皆の協力を経て悟空は、ついに「超サイヤ人ゴッド」へと覚醒した。
それを見たビルスも戦闘力が表面化していない神の次元の力に到った悟空を目の前に、悟空が勝てば地球の破壊は止めると約束し、悟空との再戦を了承する。神の域の戦闘力を持つ二人の闘いに驚愕しつつも見守る仲間たち。これまで体感したことのない次元の力を得て「こんな世界があったなんてよ」と驚きを見せる悟空。だがどこか不満げなのは、自身の努力で辿り着いて得た力では無かったからであった。ではなぜ変身する決意をしたのかとビルスに問われると、恥もかなぐり捨てて家族と地球を守ろうしたベジータに感動してのことだったと語る悟空。
ならばとビルスも不満を語り、その超サイヤ人ゴッドですらビルスは全力を出して闘えないでいた。すると悟空もまだ全力ではないと答え、遂に互いに全力で闘い始めたその時、悟空の超サイヤ人ゴッドの変身が解けてしまった。そのことに気付かず闘う悟空だったが、何故かそれほど戦闘力が急落することはなかった。そのまま戦闘は過熱し、戦場は成層圏付近にまで到った。そろそろ終わりにしようと巨大なエネルギー弾を投げつけるビルス。悟空の背後には地球があり、これを相殺できないことは同時に自身の死だけでなく地球も崩壊することを意味する。
超サイヤ人ゴッドでもなくなった悟空に為す術はないが、相殺しようと必死に受け止める悟空。だがそれも限界を迎え、遂に押し切られようとしたその時、奇跡が起こった。チチの祈りと、これまで共に戦ってきた戦友たちの声援を受け、悟空は無意識に一瞬だけ超サイヤ人ゴッドへと再度変身。ビルスが放った巨大な光球を相殺して地球と仲間たちを守り、彼を驚愕させた。再度変身したことについてビルスから一体何が起こったのかを尋ねられたが、無我夢中だった悟空は「知らねえよ」と答えた。本来の手順を踏まずに再変身できたことと、一度目の変身解除後もそれほど戦闘力が急落しなかったのは、天才的な格闘センスを持つ悟空が超サイヤ人ゴッドとしての世界を体験したことで、それを身体が吸収してしまったのではとビルスは推測していた。地球こそ守れたものの勝負には敗れた悟空。ビルスも神として、前言は撤回できないと地球を破壊すると言うが、そばにあった岩盤の一部を破壊しただけに止めた。その後、怒って暴れてしまったことをブルマに謝罪し、ウイスと共に帰っていった
その後、ブルマの誕生パーティーが再開される中、悟空は今回初めて知った、遥かな次元の強さの存在に思いを馳せながら、物語は幕を閉じる。

## 登場キャラクター
孫悟空
声 - 野沢雅子
主人公。強い相手と戦うことが大好きで能天気な性格のサイヤ人の男性。序盤で超サイヤ人3に変身し破壊神ビルスに勝負を挑むが完敗。終盤の再挑戦時には仲間の協力で超サイヤ人ゴッドとなり善戦するも、ついに勝利することはできなかった。しかしビルスはその格闘センスを天才と認めて和解、破壊神とまで仲良くなる悟空の魅力に界王神らも驚きを見せた。なお、冒頭で勝負を挑んだ際は「ビルスを刺激しないように」という界王の頼みを聞き、つたないながらも悟空なりの礼儀正しい態度で勝負を申し入れ、ビルスも機嫌を損ねることなく快諾している。「特別編」では妻のチチだけでなくブルマにも頭が上がらないようでブルマの誕生日パーティのことを思い出して慌てる姿を見せた。
超サイヤ人ゴッド
「伝説の救世主」と言われる最強のサイヤ人。破壊神ビルスと渡り合えるほどの戦闘力を誇る。神の域に達していない者には、その気を感じ取ることすらできない。伝説の中の伝説の存在と言われており、神龍のみが詳細を知っていた。正しい心を持ったサイヤ人が6人集まり、5つの正しい心の光を1つの正しい心に注ぐことで覚醒する。過去にも一度だけ、悪しきサイヤ人を倒すため正しい心を持つ少数のサイヤ人の中から現れたが、反乱途中で変身が解け力尽きた。

孫悟飯
声 - 野沢雅子
悟空の長男。すでにビーデルと結婚し、原作終盤に近い学者姿である。慣れない酒で酔っ払い、ピラフたちがトランクスを人質にした時にグレートサイヤマンに変身して銃弾弾きの余興を始める。マイのピストルをオモチャと勘違いしていたこともあり、ビーデルに怪我を負わせてしまい、チチに当分酒は禁止と怒られる。その後、ビーデルが懐妊していることを聞き歓喜した。
予告編では超サイヤ人に変身してビルスに挑んでいたが、劇場公開版では老界王神による潜在能力解放状態である究極（アルティメット）悟飯に修正されている。ビルスとの実力差は大きく、背後を取って羽交い絞めにするもすぐさま拘束を抜けられ、たった2発の攻撃で倒される。また、超サイヤ人ゴッド覚醒のため悟空に協力する際には、超サイヤ人にも変身している。
孫悟天
声 - 野沢雅子
悟空の次男。少年時代の悟空とそっくりなその風貌から、ピラフたちは悟空本人と勘違いしていた。トランクスとフュージョンして合体戦士・ゴテンクスとなり、プリンが食べられなくなって暴れだしたビルスに戦いを挑むが軽くいなされ、尻を叩かれて敗北する。
ゴテンクスは本作では超サイヤ人に変身し、超サイヤ人3には変身しなかった。
ベジータ
声 - 堀川りょう
悟空の永遠のライバルにして、サイヤ人の誇り高き王子。重力室でのトレーニングに集中しているためブルマの誕生日パーティーには当初は参加していない。トレーニング中に界王から超サイヤ人3の悟空がたった2発でビルスに倒された報告を受けた際に、幼少時にもビルスに会ったことを思い出し、その危険性を重く受け止める。そのため穏便に帰ってもらおうとプライドを捨てて、歌いながらダンスを披露したりビンゴ大会を仕切ったりと必死にビルスらのご機嫌取りに回った。その努力虚しくビルスがブウとプリンをめぐっての口論で激怒、やぶれかぶれでビルスに挑むがまったく歯が立たずにいた所、乱入したブルマがビルスの頬を叩き、逆に殴り返されたことで激昂、僅かな間であるが悟空をも超える力を発揮し、ビルスからもその天才的な格闘センスを認められた。また悟空も、なりふり構わず仲間や家族のために奮闘する彼に敬意を払い、自分もプライドを捨て超サイヤ人ゴッドに変身する覚悟を決めたと語った。
悟空を超サイヤ人ゴッドにするために必要なサイヤ人が1人足りなかった際、ブルマから弟（ターブル）の存在を指摘されたが所在を把握しておらず呼べなかった。
ピッコロ
声 - 古川登志夫
元地球の神と一体化したナメック星人の戦士。かつては悟空の宿敵だったが、共闘するうち仲間となり、悟飯の師匠ともなる。パーティ会場で歌を披露するが、悟飯以外の全員が苦しみだすほどの音痴であることが明らかになった（同じく音痴のクリリンや同じナメック星人であるデンデさえも耳を塞いでいた）。元・地球の神と融合しているため界王や界王神についての知識はあったが、破壊神については事情を聞くまで正体に気付かなかった。ビルスが暴れだした際には、取り押さえようとした天津飯や18号らと共に果敢に挑むも、箸を使った二撃で気絶させられた。
トランクス
声 - 草尾毅
ベジータとブルマの息子。忍び込んでいたマイに一目惚れし、勢いで悟天らにガールフレンドだと嘘の紹介をしてしまう。その後も携帯電話の番号を聞くなど言い寄り、パーティー再開の際には、会場から少し離れたヤシの木に登り二人でデートを楽しんでいた。
ブルマ
声 - 鶴ひろみ
ベジータの妻であり、悟空の仲間。
本人いわく38歳の誕生日を祝うために仲間たちを呼び集めてパーティーを開く。ビンゴ大会では世界一周旅行など豪華商品を用意し、1等賞としてドラゴンボール7つを集め保管していた。
ビルスの正体を知らずにパーティーに招待、怒ったビルスとベジータの戦闘に割って入り、ビルスに平手打ちするも反撃を食らってしまい、それがベジータが一時的に悟空を越える力を引き出すきっかけとなった。
ヤムチャ
声 - 古谷徹
悟空の仲間。特別編ではウーロンがビルスとジャンケンする時にビルスはグーを出そうと思い、ウーロンはパーを出せば勝ちと言って教えてあげた。
ビーデル
声 - 皆口裕子
悟飯の新妻。世界を救った英雄ということになっているミスター・サタンの一人娘でもある。正しい心を持ったサイヤ人が1人足りずに悟空らが困っていた時、自らが悟飯の子供（パン）を身篭っていることを明らかにして、悟空を超サイヤ人ゴッドへの変身に貢献した。
ブウ
声 - 塩屋浩三
かつては魔人と恐れられたミスター・サタンの相棒。大量のプリンを独り占めして食べようとしていたところ、ビルスからそれを自分に一つでもいいから分けるように頼まれるが、それを拒否して全て平らげてしまったため、彼の怒りを買ってしまい、あっさり倒されてしまう。悟空やベジータとは既に名前で呼び合う仲になっている。
界王
声 - 八奈見乗児
ちょうど孫悟空が修行に来ていた時にビルスの目覚めを老界王神から知らされ、黙っているように釘を刺されるも、悟空に気付かれ漏らしてしまう。セルの自爆によって消滅した界王星が本作では復活している。界王星が小さいのは、かつてビルスが、かくれんぼに負けた腹いせに破壊したためであることが作中で語られたが、修復後も同じサイズにしている。
神龍
声 - 内海賢二
ブルマがビンゴ大会の景品として集めていたドラゴンボールから呼び出された。唯一、超サイヤ人ゴッドの伝説を知っており、悟空たちからの超サイヤ人ゴッドの変身条件を教えて欲しいという願いを叶えた。破壊神であるビルスが声を掛けた際は敬語を使い、恐縮した態度を見せていた。
ピラフ一味
声 - 千葉繁（ピラフ）、玄田哲章（シュウ）、山田栄子（マイ）
ピラフ、シュウ、マイの3人からなる、世界征服を度々目論む小悪党。
3人とも本来は大人だが、本作品においては物語開始以前に一度ドラゴンボール集めに成功し「老人のまま世界征服しても、その後すぐポックリ逝ったら意味がない」と神龍に若返りを願った結果、子供の姿になってしまった。このためピラフは「どんなアルバイトにも雇ってもらえなかった」と悔しがっており、逆にシュウは「犬の寿命をとっくに越えていたので嬉しい」と喜んでいる。
今度は「世界征服の前に、まずは貧乏生活から抜け出したい」と、大金持ちになる願いを叶えるためドラゴンボールのレーダー反応があったブルマの誕生日パーティーの会場に忍び込む。しかし悟天とトランクスに見つかり、成り行きでマイがトランクスのガールフレンドのフリをして誤魔化すことになる。また悟天が悟空の少年期にそっくりなことから悟空が小さくなった姿だと勘違いしていた。作中のブルマとのやり取りによればマイは41歳。
ピラフ一味の本作品への登場と若返りは、鳥山明からの発案で、若返りについて「よ〜く考えたら、ピラフ一味もみんな結構歳取ってる（笑）。それで若返らせればちょうどいいかなと思いついた」と述べている。

### ゲストキャラクター
ドラゴンボール超の登場人物#宇宙の神々と関係者も参照。
破壊神ビルス
声 - 山寺宏一
この宇宙とそこに住む生命を生み出す創造神である界王神と対をなす破壊の神にして、宇宙全体のバランスを保つための存在。出身はこの世界に12あるという宇宙のひとつ「第七宇宙」のどこかであり、第七宇宙の破壊神を務める。趣味は寝ること、仕事は星を適度に破壊すること。一人称は「ボク」で、面倒くさがりで子供っぽく無邪気な言動も多く、ワガママで気分屋。気に入らないことがあると周辺の星々を破壊するため界王や界王神、神龍そしてベジータ親子やフリーザ親子も恐れている。しかしながら、邪悪な存在というわけではなく、地球の食べ物に強い興味を抱きベジータの知人としてパーティーに参加したり、悟空との戦いを終え和解した際にはブルマに対し騒がせてしまったことを素直に謝罪したりするなど良識のある一面も持ち、ワサビの辛さでのたうち回るといったコミカルな一面を見せた。界王星で悟空から勝負を持ちかけられたときや、ブウを痛めつける際かかってきた戦士を相手にした際には、相手を殺すことなく必要最小限の攻撃だけで戦闘不能に追い込んでいた。
39年ぶりに目覚め、破壊神である自身に匹敵するほどの強敵である超サイヤ人ゴッドと対峙するという自身が見た予知夢と、予言魚の強敵が出現するという予言が当たるかどうかを確かめるために、残されたサイヤ人がいる地球に向かう。ウイスいわく、ビルスの予知夢は外れることも多いとのこと。
界王が「強さの次元が違う」と発言している通り、その戦闘力は宇宙一であり、魔人ブウを倒した悟空の超サイヤ人3ですら、攻撃を受け止めた際の地面への叩きつけを除けば、デコピンと手刀のたった二撃で戦闘不能に追い込んでいる。『特別編』ではこの敗戦の後、悟空はベジータと合体しての再挑戦を一度は考えるも、ここまで強さの次元が違う存在の前では、それすら無意味と、試すまでもなくその案を取り消したほど。地球にいる仲間たちのことを心配するも、行ってもすぐにやられるだけと悟り、“超サイヤ人ゴッド”とは何なのかを模索しながら修行を再開した。同じ神である界王や界王神は、悟空の瞬間移動の移動目標としてその気を探知されているが、それとは異なり、神の域に達していない者には、ビルスが発する神のような質の高いクリアな気は感じ取ることすらできない。それゆえビルスらが移動している時、界王や界王神はその動きを把握できたが、悟空は気配を感じることができなかった。ビルスは「戦闘力が表面化するようでは、神の域に達したとは言えない」と語っている。
超サイヤ人ゴッドに覚醒した悟空との戦いを終えた後にはその実力を高く評価し、悟空は今まで戦った中では2番目に強く、ベジータ共々いつか本当の強敵になるかもしれないことや、自分たちが住む第7宇宙以外の12の宇宙にも、もっと他に強いやつがいるかもしれないことを語っている。鳥山明によると「ビルスの強さが“10”だとしたら、超サイヤ人ゴッドの悟空の強さは“6”といったところ」とのこと。巨大な光球を放つ技を持ち、鳥山は「技名は基本的につけないが、あえて名づけるなら“ビルス玉”」と語っている。
遠くて行くのが面倒くさいという理由で、フリーザが惑星ベジータを滅ぼそうとしているのを知ると、それに任せて行くのをやめたり、昔一度地球に行った際に恐竜が失礼な態度を取ったので絶滅させたと語るなど、とても気まぐれな性格をしている。
作中では明かされていないが、星を創り出す創造神でもある界王神とはあまり仲が良くなく、1000年に一度ずつお互いの世界に行って開かれる調整会議では、些細なことで老界王神と言い合いになり、ゼットソードに封印したことがある。
顔つきは耳長で大きな目の猫に似ており、古代エジプトの衣装のような格好をしている。山室直儀が当初デザインしたものはトカゲのようなフォルムだったが、鳥山明のアイデアで変更された。デザインについて鳥山は「神様は自分の作品には多いため、人間っぽいのはもう難しいかと考えて猫にしようと思った。猫の神様ということでエジプトっぽい衣装にした」、「過去にまだ描いていない敵のパターンを考えているときに、我が家の猫（コーニッシュレックス種）が目に入り、これでいこうと思った」と語っている。完成したそのキャラクターについて鳥山明は「ちょっとブキミで、一見すると全然強そうじゃなくて、結構気に入っていますよ。猫らしくカワイイ仕草もしますし。「いかにも強そうな奴は実は弱い」っていうのがボクの作品なので」「派手すぎるより、逆にシンプルなほうが得体の知れなさが出る」と自身で述べている。食べることに貪欲なのは、破壊神という恐ろしい存在とのギャップを狙ったもの。
後に『ドラゴンボール超』にも登場。劇場版では悟空が界王星で修行中に目覚めたが、こちらではそれより前にすでに目覚めている。また、孫悟空らサイヤ人の故郷である惑星ベジータの消滅については、原作では「フリーザが、サイヤ人の潜在・連携能力が将来自らにとって危うい存在になることや、『超サイヤ人』が現れることを恐れたために行った」と語られたが、「サイヤ人（特にベジータ王）のことを快く思っていなかったビルスがフリーザに、自分が眠りについている間に惑星ベジータを滅ぼすよう言いつけたことを発端として起こった」という経緯になっている。
企画開始当初、破壊の心を植え付ける能力を持つ、もっと悪い人物になる予定であった。その影響で仲間たちが悪い心に取り込まれていくといった展開が予定され、かつてのサイヤ人の多くが悪人になったのもビルスが元凶であったことになる予定だったが、鳥山明の「ポジティブな話にしたい」との意向から決定稿では今の形となった。“完全悪”ではない敵にした理由は、鳥山明によると「いつも強い敵の登場というだけでは新鮮味がありませんので、そのパターンに変化を与えようと思ったものです。『ドラゴンボール』というか悟空の基本は、敵を“倒す”ことではなく、“勝つ”ことですから、相手はいいヤツでも悪いヤツでも構わない」とのこと。
ビルスという名前は渡辺の案で、当初「ウイルス（virus）」が由来ということだったが、鳥山が「ビール」が由来と勘違いしたことから、そちらの案ということになり、相方の名前も鳥山によりアルコール繋がりで「ウイスキー」から取ってウイスと名付けられた。
ウイス
声 - 森田成一
ビルスの付き人。逆立った髪と青白い肌と中性的な顔立ちが特徴で、長い杖を持っている。身長はビルスよりも頭二つは抜け出している。出身はこの世界に12あるという「宇宙のどこか」。趣味は食べること。マイペースなおっとりした性格で、常に丁寧な言葉使いだが、誰に対しても物怖じしない率直な物言いをする人物。ビルスいわく音痴。睡眠は取らない。戦いにはあまり興味を示さず、ビルスが戦闘している時にもそっちのけで食べ続け、「特別編」ではアイスクリームの名前と作り方を18号にたずねていた。杖を使い、過去の出来事の投影や惑星間での超高速移動を使用可能。悟空とビルスの戦闘終了後、彼も悟空の実力を認め、破壊神の後任にスカウトしたが、あっさり断られた。
実はビルスの師匠でもあり、ビルスが知っている人物の中では一番強く、ワサビを口にして、その辛さのあまりのたうちまわる彼を手刀の一撃でおとなしくさせるほどの実力者。破壊神のお目付け役としての役割も担う。鳥山明によると「ビルスの強さが“10”だとしたら、ウイスの強さは“15”ぐらい」とのこと。なお、この時はウイスの正体は不明だったが、後の『ドラゴンボール超』では神に仕える天使であることが明らかになった。
キャラクター誕生の経緯について鳥山明は「いいかげん、ボクもイケメンぽいの出さないと！」として誕生させるも、「イケメン」というよりも、ちょっとすっとぼけたキャラになってしまったが、結果的に気に入っているとのこと。
予言魚
声 - 中川翔子
予言的中率100％の不思議な魚。杖につけられた、水の入った小さなガラス鉢の中におり、その杖ごと浮遊している。39年前にビルスの“強敵”となる存在の出現を予言したが、自身の予言をよく覚えていなかった。鳥山明は人の背よりも大きなイメージでデザインしたが、スケール表を書かなかったためにこのサイズとなった。

## スタッフ
- 原作・ストーリー・キャラクターデザイン - 鳥山明
- 企画 - 鳥嶋和彦、森下孝三
- 製作
  - 東映 - 村松秀信
  - 集英社 - 茨木政彦
  - フジテレビジョン - 亀山千広
  - 東映アニメーション - 高木勝裕
  - バンダイ - 古澤圭亮
  - バンダイナムコゲームス - 鵜之澤伸
- シニアプロデューサー - 清水慎治、種田義彦
- プロデューサー - 冨永理生子、ギャルマト・ボグダン
- 脚本 - 渡辺雄介
- 音楽 - 住友紀人
- 企画協力 - Vジャンプ編集部、伊能昭夫、寺師大輔
- 音楽録音 - 中村"E.T"悦弘
- 音楽録音助手 - 斎藤春樹
- Composer Management&Production Coordinated - 木尾栄子、関真実
- 音楽ディレクター - 小西岳夫
- 音楽プロデューサー - 津島玄一、島谷浩作、川口真太郎
- 音楽協力 - AMUSE、Ki/oon Music、東映音楽出版、東映アニメーション音楽出版、フジパシフィック音楽出版、レガートミュージック、Sound City
- 製作担当 - 藤岡和実
- 編集 - 福光伸一
- 録音 - 松田悟
- サウンドエフェクトデザイン - 新井秀徳
- 絵コンテ - 地岡公俊、竹之内和久、山室直儀、細田雅弘
- 作画監督 - 井手武生、菅野利之、藪本陽輔、島貫正弘、大西亮、濱野裕一
- 音響効果 - 新井秀徳（フィズサウンドクリエイション）
- 絵コンテ - 地岡公俊、竹之内和久、山室直儀、細田雅弘
- 色彩設計 - 堀田哲平
- 色彩設計補佐 - 竹澤聡
- 特殊効果 - 太田直
- デジタル撮影監督 - 増元由紀大
- デジタル撮影監督補佐 - 後藤晴香
- CGプロデューサー - 氷見武士
- CGアニメーションディレクター - 高橋友彦、井野元英二、佐々木一樹、ノブタ コウイチ
- CGディレクター - 宮原直樹
- CGアニメーター - みうら、川崎健太郎、池谷茉衣子、角田瑞紀
- 編集助手 - 𠮷田公紀
- 録音助手 - 阿部智佳子
- スタジオエンジニア - 深井康之、村田桃子
- デジタル光学録音 - 薄井洋明
- 記録 - 梶本みのり
- 制作進行 - 酒井直人、江波和樹
- 演出助手 - 伊藤聡伺、佐藤雅教、森大貴
- 助監督 - 後藤康徳
- 美術進行 - 山口彰彦
- 美術設定・美術監修 - 加藤浩
- 美術監督 - 栫ヒロツグ
- アニメーションキャラクター設計、総作画監督 - 山室直儀
- 監督 - 細田雅弘
- 助成 - 文化庁
- 制作プロダクション - 東映アニメーション
- 配給 - 東映、20世紀フォックス映画
- 製作 - 「2013ドラゴンボールZ」製作委員会
  - 東映 - 吉田順、大島学、井上めぐみ、山野宏樹
  - フォックス・インターナショナル・プロダクションズ・ジャパン
  - 集英社 - 足立聡史、稗田晋
  - フジテレビジョン - 情野誠人、坂上真倫
  - 東映アニメーション - 大西悦代、小山弘起、津留一己、高柳香織
  - バンダイ - 小野口征、石田忠也、菅原多絵
  - バンダイナムコゲームス - 内山大輔、橋本邦雄、渥美真紀

## 主題歌
主題歌「CHA-LA HEAD-CHA-LA」
作詞 - 森雪之丞 / 作曲 - 清岡千穂 / 編曲・歌 - FLOW（キューンミュージック）
劇中歌「HERO 〜希望の歌〜」
作詞・歌 - FLOW / 作曲 - 浅川岳史 / 編曲 - FLOW・本間昭光

## 公開
日本映画としては初めてIMAXデジタルシアターで上映された。2012年12月22日、予告編の動画がウェブ公開された。前売券はドラゴンボールペン各3つ付きが2種、先着入場者特典はドラゴンボールヒーローズカードにドラゴンボールペンとドラゴンレーダーケースで、前売特典と入場者特典で7つのボールペンが揃う。また4月27日からは第2弾先着入場者特典として、特製ポストカードを配布。

### 興行成績
3月30日(土)に全国312館で公開されると、土日2日間で動員56万1,098人、興行収入6億8,392万5,000円を記録し映画観客動員ランキング（興行通信社調べ）で初登場第1位となった。興行収入ベースでは、公開2日間で約6億6700万円を記録した劇場版アニメ『ドラえもん のび太のひみつ道具博物館』を抜き、2013年に公開された映画では最高の滑り出しとなった公開6日目の4月4日に2013年公開映画の中では最速の動員100万人を突破、公開9日間で累計興収17億7,295万5,800円、累計動員は148万8,518人となり2週連続第1位となっている。公開15日目で2013年最速の20億円を突破し、公開16日間で動員182万3,141人、興収22億193万6,850円を記録し、2013年公開映画初となる3週連続トップを記録した。公開9週目で動員240万人、興行収入は29億5,000万円となっている。最終興行収入は29.9億円を記録した。
また、海外では28か国で公開され、公開された中南米での興行収入は、最初の週末だけで約8.5億円を達成した。全世界では北米、中南米、欧州などで高い数字を記録し、全世界約5,000万ドル（約54億円）の興行収入を記録した。

### 4DX上映
2013年11月16日から12月5日の期間、中川コロナシネマワールドで邦画アニメーションでは初の4DXを導入して放映された。

## テレビ放送
地上波では、フジテレビ系列で2014年3月22日（土曜日）21:00 - 23:10（JST）に『土曜プレミアム』枠にて、劇場公開時にはカットされた約20分の未公開シーンを追加した映画「ドラゴンボールZ 神と神」特別版として放映された。なお、ドラゴンボールシリーズが同局でゴールデンタイム・プライムタイムに放送されるのは、1997年11月放送終了の『ドラゴンボールGT』以来の約16年4ヶ月ぶりである。この『特別編』はドラゴンボールZ 神と神 スペシャル・エディションとして映像ソフト化され、2015年3月13日に発売。また、2015年4月18日（土曜日）の次作『ドラゴンボールZ 復活の「F」』の公開を記念して、前日の2015年4月17日（金曜日）21:00 - 22:52（JST）に『金曜プレミアム』枠にて、映画「ドラゴンボールZ 神と神」フリーザ特別版と題して、フリーザの特別ナビゲーション付きで約1年ぶりに本作がテレビ放映された。
| 回数 | 放送タイトル                                 | 放送枠         | 放送形態   | 放送日        | 放送時間（JST） | 放送分数 | 平均世帯 視聴率 | 備考 |
| ---- | -------------------------------------------- | -------------- | ---------- | ------------- | --------------- | -------- | --------------- | ---- |
| 1    | 映画「ドラゴンボールZ 神と神」特別版         | 土曜プレミアム | 特別版     | 2014年3月22日 | 21:00 - 23:10   | 130分    | 13.1%           |      |
| 2    | 映画「ドラゴンボールZ 神と神」フリーザ特別版 | 金曜プレミアム | 劇場公開版 | 2015年4月17日 | 21:00 - 22:52   | 112分    | 07.4%           |      |

## 関連書籍
- DRAGON BALL Z 神と神 オフィシャルムービーガイド（集英社、2013年3月21日）
- DRAGON BALL Z 神と神 アニメコミックス（集英社、2013年10月4日）
- DRAGON BALL Z 神と神 アニメコミックス JUMP REMIX（集英社、2018年12月14日）

## コラボレーション

### トリコ×ONE PIECE×ドラゴンボールZ
2013年4月7日に『トリコ×ONE PIECE×ドラゴンボールZ 超コラボスペシャル!!』と題し、『トリコ』と『ONE PIECE』とのコラボレーションアニメ、前編「走れ最強軍団! トリコとルフィと悟空!」後編「史上最強コラボVS海の大食漢」が放送。『ドラゴンボールZ』からは悟空、悟飯、悟天、トランクス、18号、ベジータ、ピッコロ、クリリン、アナウンサー、ミスター・サタン、界王が出演し、ブルマとチチも追加出演となった。なお、ヤムチャ、天津飯、餃子、プーアル、ウーロン、ブリーフ博士、牛魔王、デンデ、ブウに映画に出演しなかったミスター・ポポ、ヤジロベー、カリンなども観客でゲスト出演している。

### ドラゴンボールSD
『最強ジャンプ』2013年04月号掲載『ドラゴンボールSD』（オオイシナホ著）で、映画スペシャル漫画が掲載。

### Jリーグ
アルビレックス新潟とのコラボレーション。映画ポスターを模して、キャラクターを同チームの選手に差し替えたポスターを製作。

### 特集番組
サキよみ ジャンBANG!
『サキよみ ジャンBANG!』2013年3月29日放送で映画の特集が放送された。ウイス役の森田成一もゲスト出演している。
漫道コバヤシ「〜映画「ドラゴンボールZ神と神」公開記念!出でよ神龍!!鳥山明先生、アンケート答えておくれーーーっ!!!!!SP〜」
2013年4月27日に『漫道コバヤシ』のドラゴンボール特集回を放送。鳥山明のスペシャルアンケートも実施。

### ゲーム関連
『ドラゴンボールヒーローズ アルティメットミッション』
連動した入場者特典カードが配布。同梱QRコードでスペシャルミッションに挑める。
超サイヤ人ゴッドの必殺技は「限界突破かめはめ波」。ビルスの必殺技は「破壊神の怒り」「破壊神の超気弾」。ウイスの必殺技は「破壊の序曲」。
『ドラゴンボール ZENKAIバトルロイヤル 超サイヤ人覚醒』
超サイヤ人ゴッド孫悟空と破壊神ビルスが登場。
超サイヤ人ゴッドの技は「限界突破かめはめ波」「ドラゴンスマッシュ」「オラについてこれっか?」。ビルスの技は「破壊神の猛攻」「破壊神の裁き」「破壊神の逆燐」「このスピードについてこれるかな?」。
『ミラクルバトルカードダス』
2013年4月12日に「MIRCLE OF GOD」が発売。
『ドラゴンボールZ BATTLE OF Z』
バンダイナムコゲームスより2014年1月23日に、PS3、PS Vita、Xbox 360用ソフトが発売。超サイヤ人ゴッド孫悟空や破壊神ビルスが登場。
『アメーバピグ』
期間限定で神と神エリアが配信された。

### テレビCM
本作のテレビCMでは、本編の回想シーンに登場しているフリーザ（声 - 中尾隆聖）と登場していないセル（声 - 若本規夫）の掛け合いとなっており、オールスターキャストなのに出番がないセルに対しフリーザは自分が登場することを自慢するが、声の出演は無いことをセルに突っ込まれて驚愕するという内容になっている。